# Чібуту (футбольний клуб)
Футебол Клубе ді Чібуту або просто Чібуту (порт. Futebol Clube de Chibuto) — професіональний мозамбіцький футбольний клуб з міста Чібуту.

## Історія клубу
Клуб було засновано в 1949 році. Зараз команда виступає у вищому дивізіоні чемпіонату Мозамбіку з футболу.

## Стадіон
Зараз клуб проводить домашні матчі на стадіоні «Кампу ду Чібуту», який може вмістити до 2 000 вболівальників.

## Склад команди
| № | Поз. | Нац.     | Гравець       |
| - | ---- | -------- | ------------- |
|   | ВР   | Мозамбік | Віктур Тімана |
|   | ПЗ   | Бурунді  | Седрік Аміссі |

| № | Поз. | Нац.    | Гравець             |
| - | ---- | ------- | ------------------- |
|   | ПЗ   | Бурунді | Крістоф Ндуваругіра |
|   | НП   | Малаві  | Каонда Чаванангва   |